# Gare de Queenstown Road
La gare de Queenstown Road (en anglais : Queenstown Road railway station), est une gare ferroviaire de la Ligne Waterloo-Reading (en), en zone 2 Travelcard. Elle  est située sur la Queenstown Road  à Battersea dans le borough londonien de Wandsworth sur le territoire du Grand Londres.
C'est une gare Network Rail desservie par des trains de la South Western Railway.

## Service des voyageurs

### Intermodalité
La gare est desservie par les lignes de bus Londoniens 137, 156, 452 et la ligne de nuit N137.